# Арье (фильм)
«Арье» — фильм Романа Качанова 2004 года.

## Краткое содержание
Это вымышленная история, в которой переплетаются две сюжетные линии: одна — современная, а другая — времён Второй мировой войны. Известный врач по фамилии Арье узнаёт, что смертельно болен, и отправляется в Израиль, чтобы встретиться там с Соней, своей первой любовью, с которой скрывался в годы войны на литовском хуторе, а потом расстался на десятилетия. И при их новой встрече выясняется, что они всё ещё любят друг друга.

## В ролях
| Актёр            | Роль           |
| ---------------- | -------------- |
| Ежи Штур         | Арье           |
| Сандра Саде      | Соня           |
| Юозас Будрайтис  |                |
| Артемий Троицкий |                |
| Гарик Сукачёв    | ангел Арье     |
| Ангелина Чернова | Ольга          |
| Андрей Васильев  | ангел Сони     |
| Вера Иванко      | Соня в детстве |

## Съёмочная группа
- Режиссёр: Роман Качанов
- Сценаристы:
  - Александр Гельман
  - Роман Качанов
- Оператор: Николай Немоляев
- Композитор: Вячеслав Ганелин